# 1604 en musique classique
| \| • Retour à la chronologie générale de la musique classique • \| |
| Grèce • Rome • Haut Moyen Âge • VIIIe siècle • IXe siècle • Xe siècle • XIe siècle XIIe siècle • XIIIe siècle • XIVe siècle • XVe siècle • XVIe siècle • XVIIe siècle XVIIIe siècle • XIXe siècle • XXe siècle • XXIe siècle |
| • Retour à la chronologie générale de la musique classique • |

| Années en musique classique : 1601 - 1602 - 1603 - 1604 - 1605 - 1606 - 1607    |
| Décennies en musique classique : 1570 - 1580 - 1590 - 1600 - 1610 - 1620 - 1630 |

## Œuvres
- Cinquante Pseaumes de David [premier livre], de Jan Pieterszoon Sweelinck, imprimés à Genève, publiés à Amsterdam.
- Laudes vespertinæ, recueil, publié à Anvers, de cantiques de Marie, contenant des cantiones natalitiæ, des chants de Noël, qui deviendront un genre caractéristique de la musique baroque du XVIIe siècle aux Pays-Bas espagnols.
- Missæ, de quatre à six voix, de Pedro Ruimonte.
- Lachrimæ, or Seven Teares, composé par John Dowland et publié par John Windet en 1604, à Londres.

## Naissances

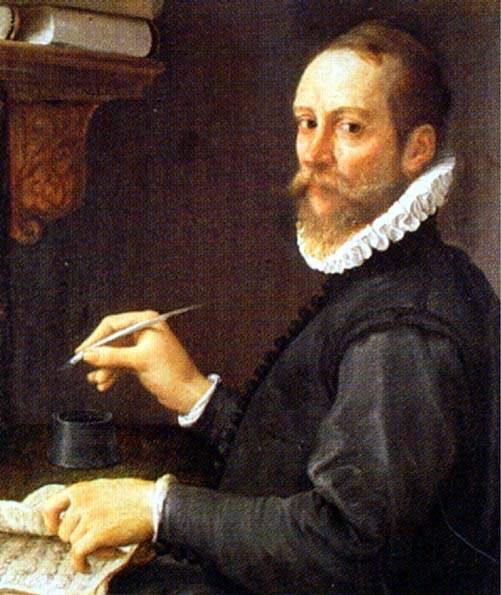
Claudio Merulo.

- 8 juillet : Heinrich Albert, poète et compositeur allemand († 6 octobre 1651).
- avant 1604 : François Dufault, luthiste et compositeur français († avant 1672).

## Décès
- 27 février : Emanuel Adriaenssen, luthiste, professeur de musique et compositeur des Pays-Bas espagnols (° 1540 et 1554)
- 4 mai : Claudio Merulo, compositeur italien (° 8 avril 1533).
- 15 décembre : Ludovico Balbi, compositeur italien de madrigaux et maître de chapelle (° 1545).

Date indéterminée :
- Sebastián Raval, compositeur espagnol (° vers 1550).